# Serginho Procópio
Sérgio Procópio da Silva conhecido como Serginho Procópio (Rio de Janeiro, 5 de Dezembro de 1967) é um cantor, compositor, cavaquinista e dirigente de Carnaval brasileiro.
Membro da Velha Guarda da Portela desde o falecimento de seu pai, Osmar do Cavaco, Serginho, além de sua carreira com sambas de meio de ano, também participou diversas vezes de eliminatórias de samba enredo internas da escola de samba. Em 2010, foi derrotado por Diogo Nogueira e  Júnior Scafura numa final polêmica. Decepcionado, cogitou abandonar as disputas de samba-enredo.
Em 2013, foi candidato de oposição à presidência da Portela, sendo eleito por uma diferença de três votos.